# KBS 뉴스 7 원주
《KBS 뉴스 7 원주》는 월요일 ~ 수요일, 금요일 저녁 7시 30분에 KBS원주 1TV로 방송되었던 한국방송공사의 뉴스 프로그램이다.

## 앵커
- 김혜정 아나운서

## 경쟁 지역뉴스 프로그램
- 5 MBC 뉴스 원주 (원주MBC)
- 뉴스퍼레이드 강원 (G1방송)